# Bella Center (metrostation)
Bella Center is een bovengronds metrostation in de Deense hoofdstad Kopenhagen dat op 19 oktober 2002 werd geopend.

## Geschiedenis
In 1975 verhuisde het tentoonstellings- en congrescentrum Bella Center vanuit de wijk Bellahøj  naar het terrein ten zuidwesten van Sundby op Amager.  Na meerdere plannen voor uitbreiding van de stad op Amager kwam in 1989 een werkgroep met een uitgewerkt voorstel voor nieuwe woonwijken en bedrijfsterreinen, de Ørestad, aan de westzijde van Amager vooral ten zuiden van het Bella Center. In het voorjaar van 1992 de Ørestadwet aangenomen waarin de Ørestadsselskabet werd belast met de uitvoering van het bouwproject op Amager en de aanleg van een OV-verbinding tussen de stad en de nieuwe wijken. Voor de OV-verbinding werd gekeken naar een tram, sneltram en een mini-metro en na onderzoek viel de keuze van het bestuur van de Ørestadsselskabet in 1994 op een metro. Deze zogeheten Ørestadsbanen zou op Amager noord-zuid lopen over de westzijde van het eiland. Het ontwerp van het metronet werd in 1995 gemaakt en omvatte onder meer een station bij het bestaande tentoonstellings- en congrescentrum. In 1996 werd het metroplan goedgekeurd en de Ørestadsbanen werd als M1 onderdeel van het metronet.

## Ligging en inrichting
Het station ligt ten oosten van het Bella Center op een viaduct parallel aan de Ørestads Boulevard, de belangrijkste ontsluitingsweg van de wijk Ørestad.
Het eilandperron had aanvankelijk geen perrondeuren, maar in 2012 werd besloten om ook bovengrondse metrostations hiermee uit te rusten. De toegangen tot het perron bestaan uit een lift en vaste trappen tussen perron en de stoep onder het viaduct. Behalve het Bella Center staat ook het Bella Sky Hotel in de buurt van het station. Dit hotel, dat bestaat uit twee schuin staande torens, is het grootste hotel van Scandinavië.
Vanløse  · Flintholm  · Lindevang · Fasanvej · Frederiksberg · Forum · Nørreport   · Kongens Nytorv · Christianshavn · Islands Brygge · DR Byen · Sundby · Bella Center · Ørestad  · Vestamager